# Römerschanze (Grünwald)

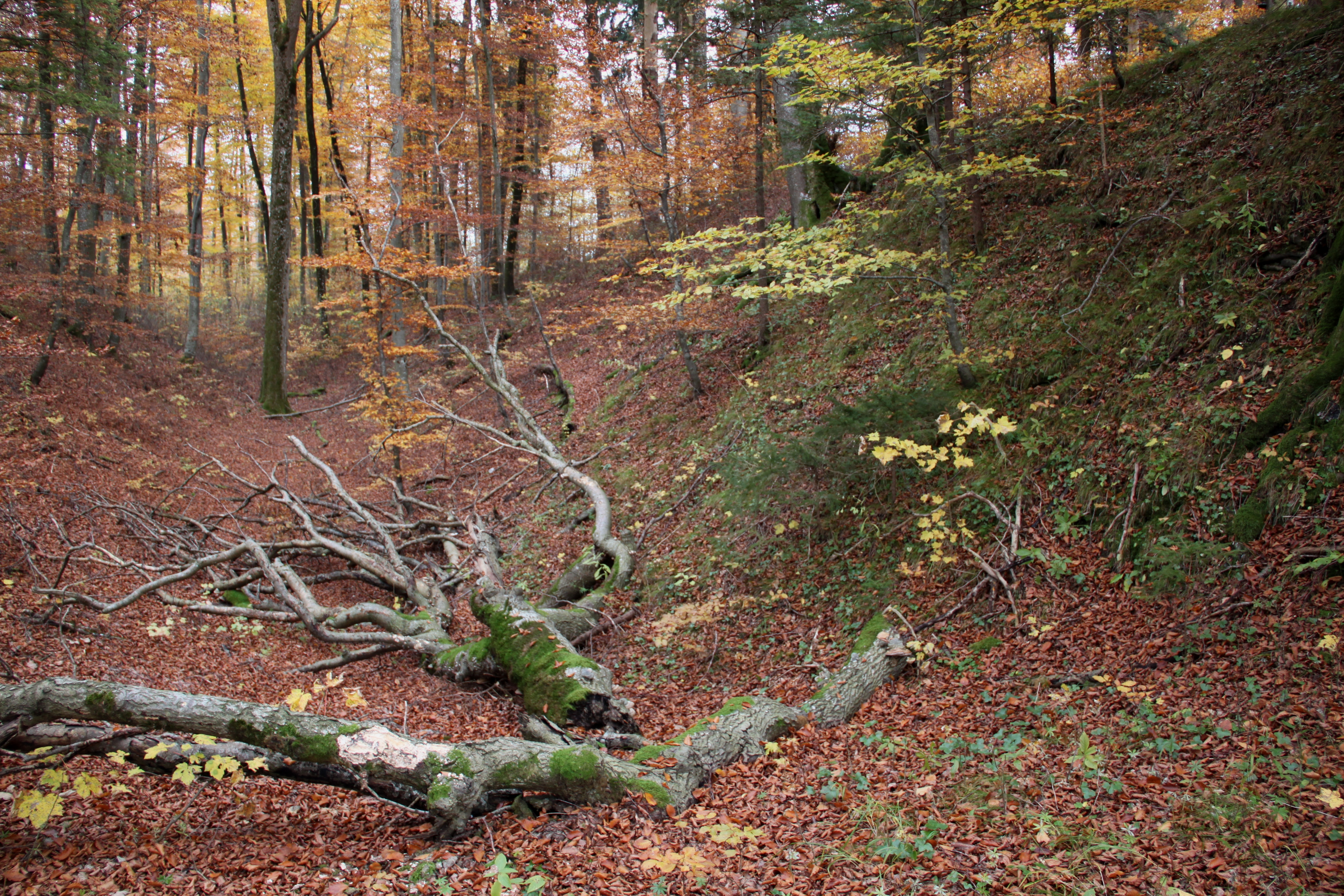
Römerschanze bei Grünwald:
Wälle (links, rechts) und Graben (Mitte)

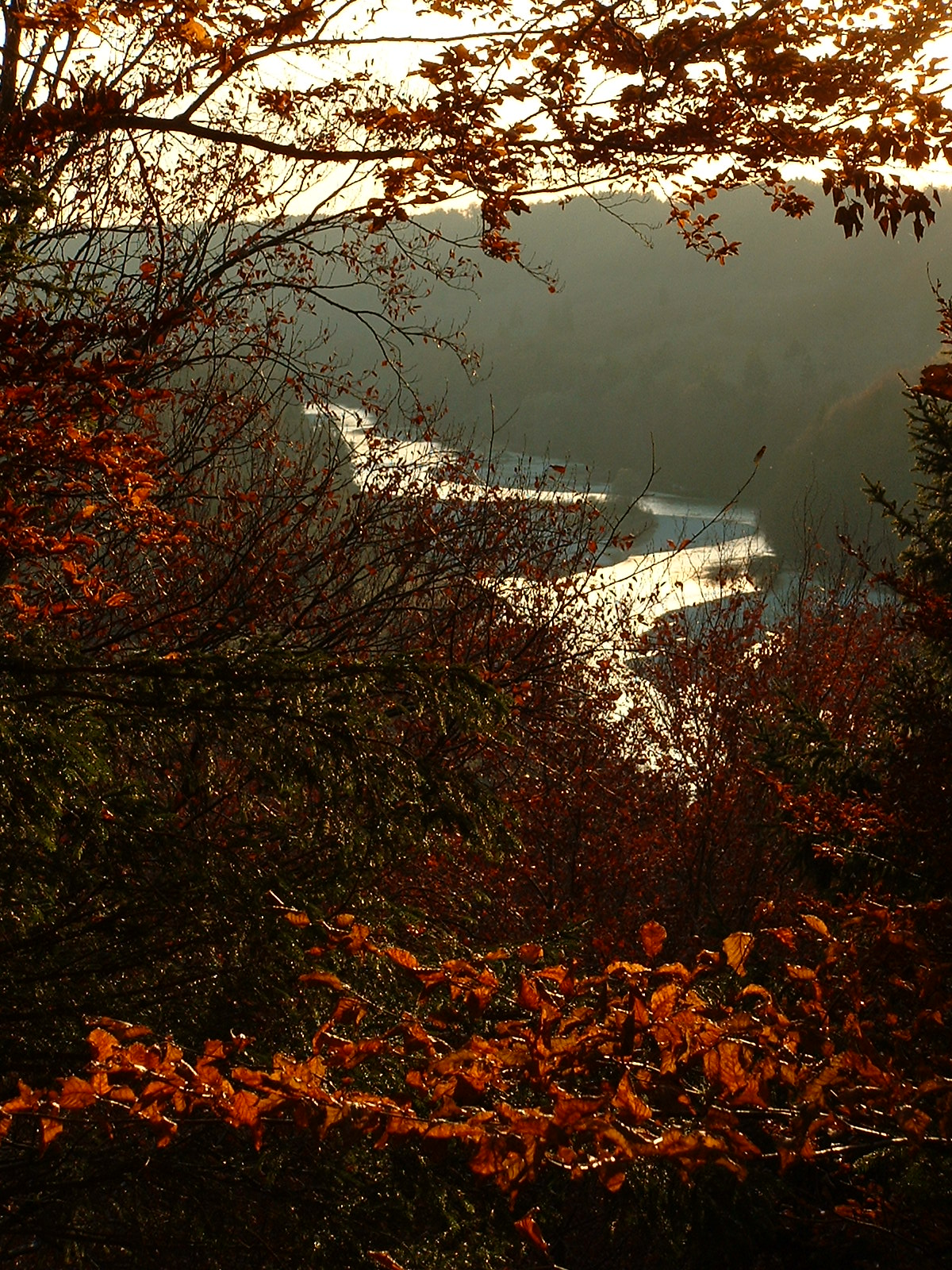
Aussicht von der Römerschanze

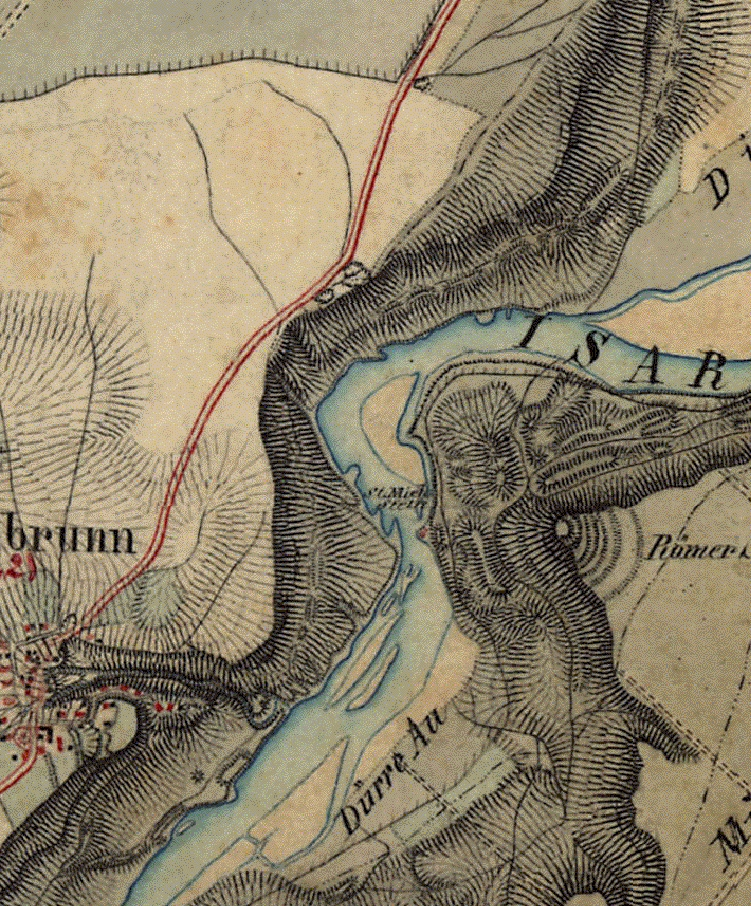
Römerschanze oberhalb der Isarbiegung (historische Karte)

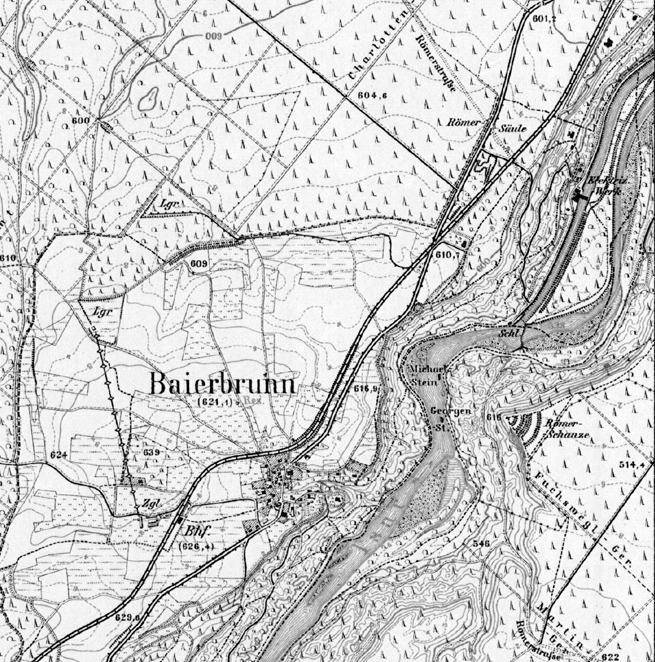
Karte von 1910

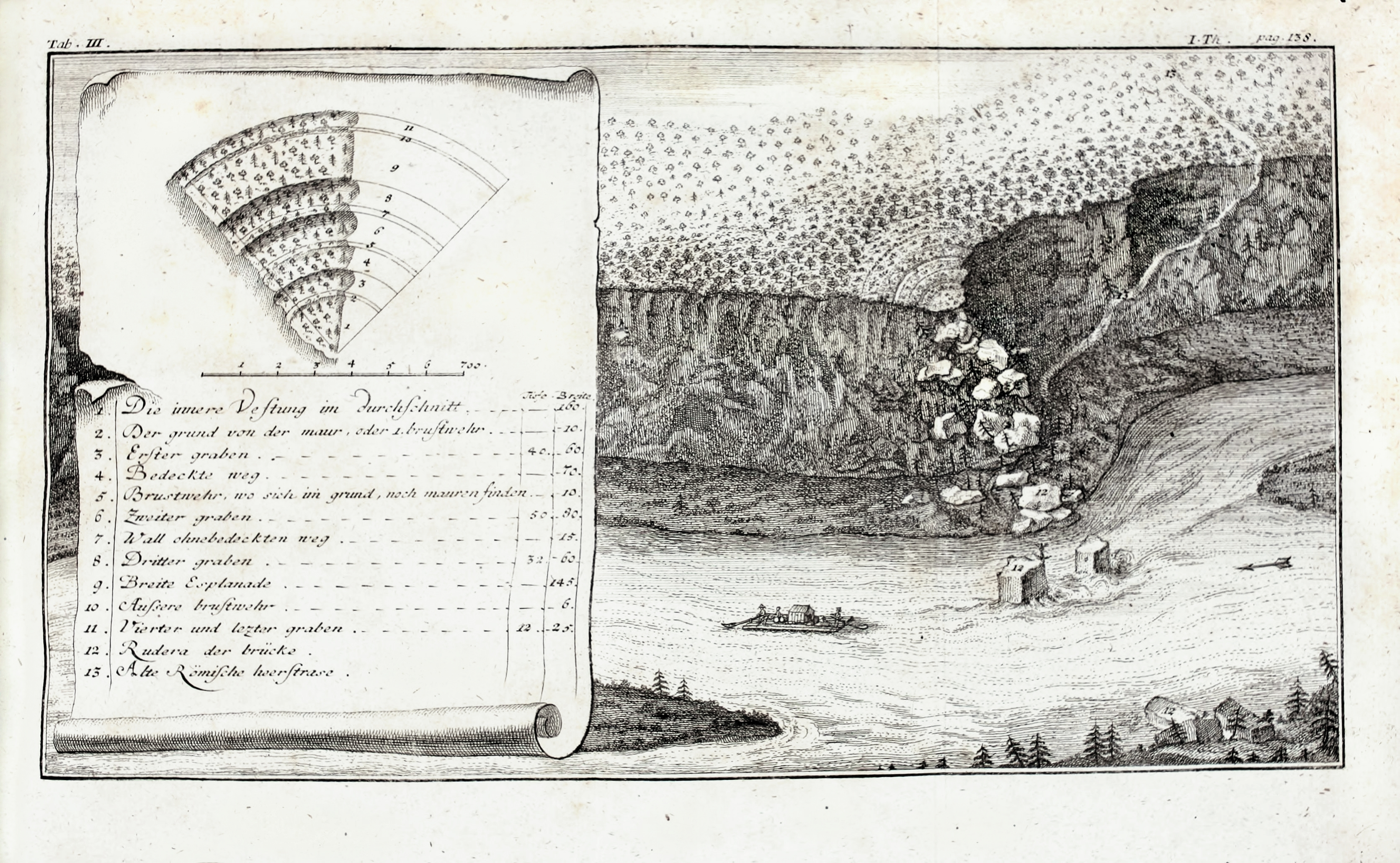
Darstellung von Linbrunn 1764: Isar mit dem damals noch nicht so bezeichneten Georgenstein unterhalb der Römerschanze

Die Römerschanze ist eine vor- bis hochmittelalterliche Abschnittsbefestigung auf dem östlichen Isarhochufer über dem Georgenstein, etwa zwei Kilometer südlich der Gemeinde Grünwald im gemeindefreien Gebiet Grünwalder Forst im Landkreis München. Das weitläufige Bodendenkmal geht auf eine römische Wachstation und Siedlung zurück. Der Burgplatz wurde im Frühmittelalter ausgebaut und bis ins hohe Mittelalter genutzt.

## Geschichte
In der späten römischen Kaiserzeit befand sich eine befestigte Wach- oder Straßenstation auf der Geländezunge hoch über dem Isarübergang der Via Julia zwischen Augsburg und Salzburg. Siedlungsreste belegen Lehmfachwerkhäuser auf Steinsockeln, in denen teilweise kleine Handwerksbetriebe untergebracht waren. Nördlich der Wallanlage ist eine römische Straßenbrücke nachweisbar, Reste der antiken Straßenverbindung haben sich auf beiden Uferseiten erhalten. Schon seit dem 18. Jahrhundert wurden hier immer wieder römische Münzen gefunden. 1979 konnte im Wallbereich  eine Goldmünze (Solidus) mit dem Porträt des Kaisers Magnentius (350–353) geborgen werden. 1987 wurden 43 Münzen vom späten 3. Jahrhundert bis um 400 aufgelesen, darunter eine silberne Siliqua des Arcadius aus den Jahren 392–395. Damit lässt sich die Dauer der römischen Nutzung nun besser abschätzen. Die Siliqua mit ihrem vergleichsweise hohen damaligen Wert wird als Nachweis für die Anwesenheit einer Militärbesatzung, der auch um 400 noch Sold ausgezahlt wurde, in der befestigten Straßenstation oberhalb des Isarübergangs angesehen.
Im 10. Jahrhundert wurde auf der Hochfläche ein gewaltiger Erdwall mit tiefem Außengraben aufgeworfen. Solche riesigen Wallbefestigungen werden allgemein in die Zeit der Ungarnkriege datiert. Die Wallschüttung liegt angeblich über den Fundamenten einer gemörtelten Steinmauer.
Im Hochmittelalter wurde hinter dem frühmittelalterlichen Hauptwall ein kleiner ebenerdiger Ansitz angelegt. Hierzu sicherte man den Nordwestteil der Schanze durch einen zusätzlichen, sichelförmigen Wallgraben. Diese hochmittelalterliche Burganlage wird in keinen zeitgenössischen Schriftquellen erwähnt.

## Beschreibung
Über dem bekannten Georgenstein springt ein nach Nordwesten gerichteter Geländesporn aus der Hochfläche vor. Im Westen schützt der Steilhang zum Isartal den Burgplatz. Nach Osten sind auf dem Plateau drei bogenförmige Abschnittswälle mit vorgelagerten Gräben erkennbar, die dieser Anlage zugeordnet werden. Der westliche Wall ist nur noch etwa bis zu einem Meter hoch erhalten.
Der mittlere Hauptwall entspricht mit einer Wallhöhe von ungefähr 10 Metern und dem tiefen vorgelagerten Graben vergleichbaren „Ungarnwällen“ der ersten Hälfte des 10. Jahrhunderts n. Chr. Derartige Schutzburgen haben sich besonders im weiteren Umland der Bischofsstadt Augsburg in zahlreichen Beispielen erhalten. Eine ähnliche frühmittelalterliche Befestigung aus der Zeit der Ungarnkriege liegt nur wenige Kilometer südlich der Römerschanze über dem Kloster Schäftlarn auf dem westlichen Hochufer. Diese „Birg“ diente wahrscheinlich in ihrer letzten Ausbaustufe als Fluchtburg für das Kloster und die Bevölkerung des Umlandes.
Der vierte, innere Wallgraben der Römerschanze ist mit einer Wallhöhe von bis zu drei Metern wohl einem Ministerialensitz des frühen Hochmittelalters zuzuordnen. Die Innenbebauung dieser kleinen Veste bestand wahrscheinlich nur aus Holz oder Lehmfachwerk.
Die Römerschanze erinnert in ihrer Anlage stark an die größere der beiden Schanzen im Westerholz bei Kaufering im Landkreis Landsberg am Lech. Auch hier wurde ein ebenerdiger Ansitz des Hochmittelalters in eine vor- bis frühmittelalterliche Wehranlage eingebaut. Die Schanze im Westerholz wird im Westen ebenfalls durch einen Steilhang gesichert, der dort zum Lech abfällt.
Das frei zugängliche Bodendenkmal wird vom Bayerischen Landesamt für Denkmalpflege als Abschnittsbefestigung der späten römischen Kaiserzeit und des 10. Jahrhunderts sowie ebenerdiger Ansitz des hohen Mittelalters unter der Denkmalnummer D-1-7935-0002 gelistet.

## Museum
Eine Dauerausstellung zu Aspekten der römischen Zivilisation mit archäologischen Funden aus dem Gebiet der Römerschanze befindet sich (Stand: 2011) im Burgmuseum Grünwald.